# Bekoji (Woreda)
Bekoji (amharisch በቆጂ) ist eine von 20 Woredas (Verwaltungsbezirken) in der Arsi-Zone in der Region Oromia in Äthiopien. Vor der Neuordnung der Verwaltungsgliederung Äthiopiens 1995 gehörte Bekoji zur Provinz Arsi.
Bekoji hat eine Fläche von 1.501,72 Quadratkilometern. Den Zahlen der Zentralen Äthiopischen Statistikagentur aus dem Jahr 2006 zufolge leben in der Woreda Bekoji 241.357 Menschen (118.721 Männer, 122.636 Frauen). Die Bevölkerungsdichte beträgt folglich 160,7 Einwohner pro Quadratkilometer.
Die größten Ortschaften waren Bekoji (17.527 Einwohner), Siltana (6.019), Meraro (4.512), Lemu Sirba (2.116) und Sirbo (1.399).